# Jotaro Kujo
Jotaro Kujo (空条 承太郎, Kūjō Jōtarō) est un personnage fictif de la série manga japonaise JoJo's Bizarre Adventure, écrit et illustré par Hirohiko Araki. Le protagoniste principal du troisième arc de la série, Stardust Crusaders, Jotaro est décrit comme un délinquant brutal avec un cœur bienveillant alors qu'il voyage du Japon en Égypte avec son grand-père, Joseph Joestar, et ses alliés pour vaincre Dio Brando et sauver la vie de sa mère. Il a un pouvoir spirituel (un « Stand ») nommé Star Platinum (星の白金, Sutā Purachina).
Jotaro revient dans les arcs d'histoire suivants du manga. Dans Diamond Is Unbreakable, il rencontre son oncle biologique Josuke Higashikata. Il apparaît brièvement dans Golden Wind quand il envoie Koichi Hirose en Italie pour espionner le fils de Dio, Giorno Giovanna, et dans Stone Ocean pour aider sa fille Jolyne Kujo contre les forces d'Enrico Pucci.
Jotaro a d'abord été conçu par Araki comme un héros solitaire inspiré par l'acteur américain Clint Eastwood. Afin de rendre l'histoire plus attrayante, Araki a créé des personnages qui ne chevaucheraient pas la caractérisation de Jotaro. Jotaro est doublé par Jūrōta Kosugi dans l'OVA de Stardust Crusaders, et par Abie Hadjitarkhani dans son doublage anglais. Dans l'anime de 2014, il est doublé par Daisuke Ono en japonais et Matthew Mercer en anglais.
L'accueil des critiques et des fans envers le personnage de Jotaro a été positif, Araki lui-même déclarant qu'il est devenu si connu qu'il pourrait agir comme un « synonyme » de JoJo's Bizarre Adventure dans son ensemble. Les critiques ont loué sa personnalité stoïque et ses actions héroïques, et bien que certaines critiques aient noté que Jotaro était maîtrisé, d'autres ont trouvé ses combats attrayants et uniques, comme la bataille de jeu avec Daniel J. D'Arby. Le retour de Jotaro dans Diamond is Unbreakable en tant que personnage de soutien aidant le nouveau protagoniste Josuke a également été bien accueilli.[réf. nécessaire]
Jotaro a inspiré la création du personnage Yami Yugi, du manga Yu-Gi-Oh!.

## Création et développement
Le créateur de JoJo's Bizarre Adventure, Hirohiko Araki, a décidé d'avoir un personnage principal japonais pour la troisième partie vers la fin de la première partie du manga. Araki a modelé Jotaro après l'acteur américain Clint Eastwood, y compris ses poses et ses slogans ; Le pointage de doigt spécifique à Jotaro provient de l'une des poses d'Eastwood avec un .44 Magnum. Son slogan « good grief » (やれやれだぜ, yare yare daze) est également venu du type de répliques qu'Eastwood avait dans les films, comme « Un vol de banque? Tu es en train de blaguer… » C'est pourquoi le personnage peut sembler « rugueux » par rapport aux autres protagonistes du Weekly Shōnen Jump, mais Jotaro correspond parfaitement à l'image d'Araki d'un héros en tant que "solitaire" qui ne fait pas la bonne chose pour attirer l'attention. L'auteur a dit que le personnage portant son uniforme scolaire dans le désert avait ses racines dans Babel II de Mitsuteru Yokoyama. Araki a écrit que Jotaro est devenu "assez grand" pour qu'il puisse agir comme synonyme de JoJo's Bizarre Adventure dans son ensemble. Il a également révélé qu'il avait basé les conceptions visuelles des JoJos ultérieurs sur ceux de Jotaro et qu'il avait ensuite travaillé à les différencier à partir de là.
D'autres personnages de la partie 3 ont été écrits pour contraster avec Jotaro. Parce que Joseph est aussi un JoJo, Araki s'est assuré de préciser que Jotaro était le personnage principal de Stardust Crusaders. Araki a déclaré qu'il avait fait agir Kakyoin comme un repoussoir à Jotaro. Bien qu'ils portent tous les deux des uniformes scolaires, celui bien ajusté de Kakyoin lui donne la sensation d'un étudiant d'honneur, tandis que celui ample et les accessoires de Jotaro indiquent qu'il est un délinquant. Il a fait du premier véritable adversaire de stand de Kakyoin Jotaro à transmettre visuellement les concepts entre les capacités de stand à courte et longue portée. Afin de ne pas le chevaucher avec Jotaro et Joseph, Polnareff a reçu un look et une personnalité distinctifs, ce qui lui a permis de se démarquer dans le groupe.

### Casting

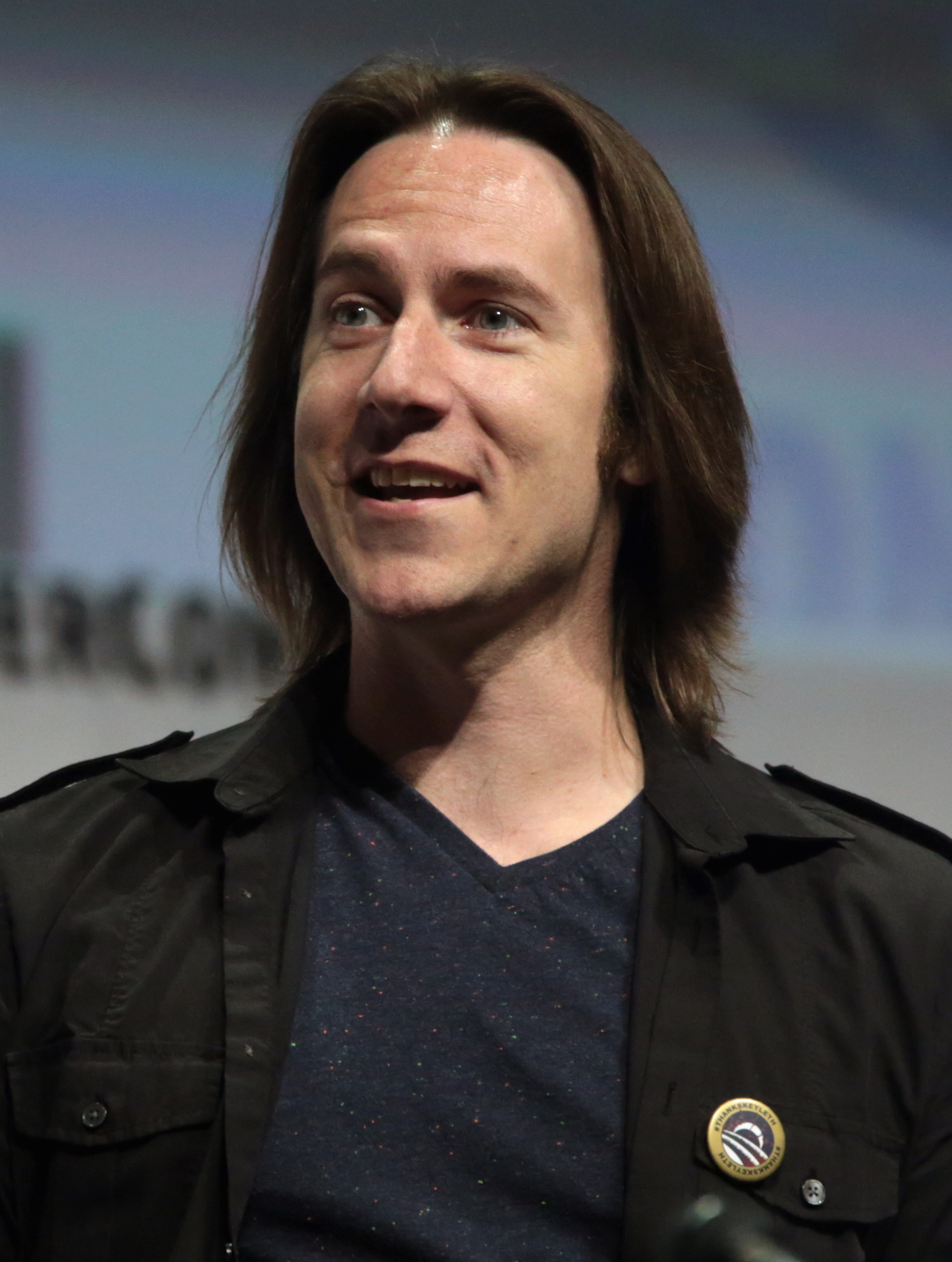
Matthew Mercer fournit la voix anglaise de Jotaro Kujo dans l'anime télévisé.

En japonais, Jotaro a été doublé par Jūrōta Kosugi (ja) dans les OVA, mais il a été remplacé par Daisuke Ono depuis le jeu vidéo JoJo's Bizarre Adventure: All Star Battle, sorti en 2013. Ono a appris l'existence de la série pour la première fois alors qu'il étudiait à l'université pendant son temps libre et est venu profiter du manga. Il a ressenti de la pression en faisant la voix de Jotaro, déclarant que « Jotaro est un personnage représentatif de la série ». Le processus d'audition pour la série télévisée Stardust Crusaders était distinct de celui du jeu sur lequel il travaillait auparavant. Ono a dû ré-auditionner pour le personnage de Jotaro. Il a ajouté : « Jotaro est un personnage qui est cool et recueilli et sur le point de bouillir tout en même temps. Il prend ces deux éléments contradictoires et les fait travailler ensemble à un niveau élevé ».
En anglais, Jotaro a été interprété par Abie Hadjitarkhani dans les OVA, et Matthew Mercer dans l'anime télévisé. Mercer a appris l'existence de la série pour la première fois lors d'une convention d'anime en 1996, où il a été impressionné par un épisode de Jotaro face à Dio. En conséquence, Mercer devenant l'acteur anglais de Jotaro était, selon lui, « un énorme nerd en plein cercle ». Lors de l'enregistrement des premiers épisodes, Mercer était enthousiasmé par les répliques qui lui avaient été données.
En français, Jotaro a été doublé par Jacques Albaret, dans les OAV, commandé par Déclic Images et adapté par Jérôme Pauwels. Dans la série, il est doublé par Bertrand Nadler.

## Apparitions

### DansJoJo's Bizarre Adventure

#### Stardust Crusaders
Délinquant du lycée japonais, Jotaro Kujo, apparaît comme le protagoniste de Stardust Crusaders. Jotaro a été arrêté et refuse de quitter sa cellule, croyant qu'il est possédé par un mauvais esprit. Après avoir été appelé par Holy, la fille de Joseph et la mère de Jotaro, Joseph arrive avec un associé, Mohammed Abdul. Ils expliquent que « l'esprit maléfique » de Jotaro est en fait une manifestation de son esprit combatif, appelé Stand, et révèlent qu'ils possèdent également des Stands. Joseph explique que l'apparition soudaine de leurs stands est causée par l'ennemi de son grand-père, Jonathan Joestar : Dio Brando. Peu de temps après, Jotaro bat le premier de ces assassins, Noriaki Kakyoin, réussissant à le sauver de l'influence du bourgeon de chair parasite de Dio. Holy tombe bientôt gravement malade en raison d'un stand qui se manifeste en elle, qui la tue lentement en raison de sa personnalité réservée. Avec peu d'hésitation, Jotaro, Joseph, Abdul et Kakyoin commencent un voyage en Égypte pour tuer Dio et sauver la vie de Holy. En chemin, ils sont rejoints par un autre assassin réformé nommé Jean Pierre Polnareff, qui cherche à venger sa sœur, dont le meurtrier fait partie des forces de Dio et Iggy, un chien gênant qui a développé un stand et a été capturé par Abdul hors écran.
Jotaro, Joseph, Kakyoin et Polnareff rencontrent finalement Dio et s'échappent de son manoir. Une poursuite à travers Le Caire s'ensuit, menant à Kakyoin confrontant Dio et son stand, The World. Bien que mortellement blessé par The World, Kakyoin en déduit la capacité du Stand à arrêter le temps pendant quelques secondes et le transmet à Joseph avant de mourir. Joseph est capable de le transmettre à Jotaro, mais est mortellement blessé par Dio qui utilise son sang pour augmenter la durée de sa capacité. Jotaro combat ensuite Dio seul, découvrant lentement qu'il partage la capacité d'arrêt du temps de Dio, car Star Platinum a des capacités similaires à The World. La bataille se termine avec Jotaro battant Dio en utilisant la capacité et le tuant par la suite, avant de transfuser le sang de Dio à Joseph, et de détruire le vampire pour de bon en exposant ses restes au soleil. Jotaro et Joseph ont ensuite fait leurs adieux à Polnareff avant de retourner au Japon, car Holly s'est complètement rétablie.

#### Diamond Is Unbreakable
Dans le quatrième arc d'histoire, Diamond Is Unbreakable, Jotaro arrive à Morio, au Japon, où il rencontre le nouveau protagoniste Josuke Higashikata, qui est techniquement l'oncle de Jotaro bien que Jotaro soit plus âgé que lui. Ils enquêtent sur les crimes d'un tueur en série utilisant un stand, Yoshikage Kira, alors que Josuke s'implique dans la recherche de Jotaro pour l'arc et la flèche qui créent le stand. Après l'arrivée de Jotaro, le camarade de classe de Josuke Koichi Hirose et son allié Rohan Kishibe lors de la confrontation finale, Kira tente d'utiliser un ambulancier pour activer son Stand Bites the Dust et revenir en arrière, mais est arrêté par Koichi et Jotaro. Kira est alors accidentellement écrasée par une ambulance qui arrive et meurt. Après la bataille, Jotaro quitte Morio avec un Joseph Joestar plus âgé qui l'a rejoint dans son aventure plus tôt.

#### Golden Wind
Dans Golden Wind, Jotaro demande à Koichi Hirose de partir en mission en Italie. Son objectif était d'obtenir un échantillon de peau d'un garçon nommé Haruno Shiobana, qui serait ensuite remis à la Fondation Speedwagon pour analyse. Quelque temps plus tard, Koichi a rapporté à Jotaro que Haruno Shiobana, qui passe maintenant par Giorno Giovanna, était un utilisateur de Stand. Jotaro a ensuite révélé à Koichi que Giorno était le fils de Dio et voulait obtenir l'échantillon de peau pour le confirmer. Cependant, sachant maintenant qu'il était un utilisateur de Stand, Jotaro annula la mission.

#### Stone Ocean
Dans Stone Ocean, Jotaro vient rendre visite à sa fille emprisonnée, Jolyne Kujo, et l'informe qu'un disciple de Dio l'a encadrée afin qu'il puisse la tuer en prison, et la presse de s'échapper. Ce plan tourne mal lorsqu'un stand nommé Whitesnake utilise son pouvoir pour supprimer le stand et les souvenirs de Jotaro, sous forme de disques. Jotaro sombre dans un état de mort et Jolyne doit trouver un moyen de récupérer les disques de l'utilisateur de Whitesnake, le mystérieux aumônier de la prison Enrico Pucci. Elle réussit à envoyer les deux disques de Jotaro à la Speedwagon Foundation. Jotaro défend Jolyne et ses amis de Pucci. Cependant, Pucci est capable de survivre et se rend compte qu'il peut utiliser son nouveau Stand C-Moon pour reproduire les conditions gravitationnelles requises pour son plan. Débloquant son ultime stand, Made in Heaven, Pucci accélère le temps lui-même provoquant l'accélération rapide du monde autour de Pucci et du groupe Joestar. Pucci vise Made in Heaven à manœuvrer le Stand Stone Free de Jolyne pour tuer avec succès son allié Narciso Anasui, mais Jotaro est capable d'arrêter le temps. Made in Heaven raccourcit considérablement le temps d'arrêt de Jotaro, et après avoir sauvé Jolyne de l'attaque de Pucci, Jotaro et Hermes Costello sont tués devant Emporio Alniño et Jolyne lui donne la vie pour qu'Emporio puisse survivre. L'univers s'effondre alors rapidement ou «manque de temps». Bien que Pucci accélère à nouveau le temps, Emporio utilise Weather Report pour tuer Pucci. L'univers s'effondre et un autre cycle de temps mène à un nouvel univers sans précognition. Dans ce nouvel univers, Emporio rencontre des versions alternatives de Jolyne, Hermes, Anasui et Weather Report qui portent toutes des noms différents. Ils vont tous ensemble pour rencontrer la version alternative de Jotaro.

### Autres apparitions
Dans le jeu vidéo JoJo's Bizarre Adventure: Eyes of Heaven, Jotaro et ses alliés, qui venaient de vaincre Dio, sont attaqués par des amis et des ennemis qui ont disparu ou sont morts en cours de route. Ils sont ensuite approchés par un jeune Robert EO Speedwagon, qui possède un morceau du cadavre du Saint qui lui permet de voyager dans le temps et l'espace ainsi que de vaincre l'influence maléfique des autres personnages. Il mène Jotaro et ses alliés dans un voyage à travers le temps, l'espace et des univers alternatifs, afin d'arrêter une autre itération de Dio. Le personnage de Jotaro est également présent dans le jeu croisé Jump Force.

## Accueil
L'accueil critique du personnage de Jotaro a été positive. Comic Book Resources considérait le personnage de Jotaro comme l'un des meilleurs éléments du scénario du manga basé sur son activité malgré sa personnalité silencieuse, le comparant aux héros des années 1980. Dans le même temps, l'écrivain a estimé qu'il était « impossible de haïr » Jotaro malgré les premières conceptions du public qu'il manquait de personnalité. Passant en revue Stardust Crusaders pour Anime News Network, Rebecca Silverman a apprécié de voir Joseph de la partie 2 faire équipe avec Jotaro. Un autre élément majeur du récit était la responsabilité de Jotaro face à une fille innocente qui pourrait agir comme un point faible. Là, le critique a souligné le parallèle entre elle et Jotaro et Joseph et César dans l'arc précédent, la protection de Joseph par César lui a finalement coûté la vie. Kotaku a aimé le design de Jotaro et a plaisanté sur la façon dont le chapeau est toujours porté. Bien qu'il n'ait pas atteint l'âge légal pour fumer au Japon dans Stardust Crusaders, Jotaro fume souvent dans la série manga. Lorsque la série a été adaptée en série télévisée, le visage de Jotaro était couvert de noir en fumant. Kotaku a trouvé cette censure comme l'une des plus ridicules jamais réalisées dans l'anime, car même si le visage de Jotaro est couvert, son cigare peut être clairement vu. THEM Anime Reviews a critiqué la façon dont les OVA se sont principalement concentrés sur Jotaro plutôt que sur ses alliés et a critiqué ses hurlements constants qu'il exécute face à Dio Brando.
UK Anime Network a fait l'éloge de la prémisse donnée à Jotaro en raison du caractère « bizarre » de sa quête pour sauver sa mère qui et le corps de son arrière-grand-père sont utilisés par l'ennemi, Dio. Joel Loynds de The Linc a apprécié les personnalités distinctes de JoJo's Bizarre Adventure, pointant le stoïque de Jotaro, le contrastant avec Joseph. Le stand qu'il possède, Star Platinum, a été loué pour la façon dont il se bat aux côtés de Jotaro sous la forme de plusieurs coups de poing tandis que Jotaro crie constamment le mot japonais « Ora ». Anime UK News a fait l'éloge du combat que Jotaro a eu avec le joueur D'Arby, le trouvant unique parmi les séquences de combat présentées dans la démographie shonen, car plutôt que d'utiliser la brutalité, ils jouent au poker à la place. D'autre part, Nick Creamer de Anime News Network a estimé que Jotaro était trop maîtrisé en raison de la façon dont il battait souvent les ennemis en utilisant la force brute dans les premiers épisodes de la partie 3.
The Fandom Post a apprécié l'inclusion de Jotaro dans la partie 4, découvrant que d'autres moyens antistéréotypiques de vaincre les méchants évitaient la force brute. Anime News Network a loué la façon dont Jotaro interagit avec le chef de file de la partie 4, Josuke, trouvant les deux personnages attrayants. Dans un événement du festival Diamond is Unbreakable, Daisuke Ono a interprété le slogan de Jotaro, une quantité multiple du cri « ora ». Le site Manga.Tokyo l'a décrit comme « un moment que tout fan de JoJo ne voudrait pas manquer ».
Bien que n'étant pas des personnages LGBT, le groupe de mangakas CLAMP a écrit un dōjinshi impliquant Jotaro ayant un fils avec Kakyoin. Le one-shot a été inclus dans le guide xxxHOLiC connu sous le nom de The Official xxxHOLiC Guide. Le fils représenté dans le dojinshi a été animé dans un original video animation connue sous le nom de Clamp in Wonderland.